# Micranthes occidentalis
Micranthes occidentalis är en stenbräckeväxtart som först beskrevs av S. Wats., och fick sitt nu gällande namn av John Kunkel Small. Micranthes occidentalis ingår i släktet rosettbräckor, och familjen stenbräckeväxter. Inga underarter finns listade i Catalogue of Life.